# Loch Dunvegan
Le loch Dunvegan, est un loch de mer sur la côte ouest de l'île de Skye dans les Hébrides intérieures de l'Écosse. Le village de Dunvegan a été nommé ainsi car il est situé près de la rive sud du loch. Les villages de Galtrigill, Borreraig, Uig et Colbost sont situés sur sa rive ouest. Claigan est située sur sa rive orientale.